# Килгур, Александер
Алекса́ндер Хольм Ки́лгур (фар. Alexander Holm Kilgour; род. 23 июля 2004 года в Воавуре, Фарерские острова) — фарерский футболист, полузащитник клуба «Сувурой».

## Клубная карьера
Будучи воспитанником сувуройского футбола, Александер получал футбольное образование в академии «Сувуроя», с двухлетней паузой на обучение в единой команде острова «ТБ/ФКС/Ройн». Его дебют за родной клуб состоялся 10 октября 2020 года, когда полузащитник заменил Доавида Лисберга на 79-й минуте матча второго дивизиона Фарерских островов против «Ундри». Это была единственная игра футболиста в первом сезоне на взрослом уровне. В 2021 году Александер провёл 4 встречи в рамках первого дивизиона, а также забил дебютный мяч в карьере, поразив ворота «АБ» 23 октября. В сезоне-2022 воавурцы снова играли во второй лиге, а полузащитник стал активнее появляться на поле, записав на свой счёт 13 матчей и 5 забитых мячей. 
В 2023 году Александер и его команда выиграли второй дивизион, а сам он принял участие в 19 играх, отметившись 9 голами. В сезоне-2024 он также внёс свой вклад в сквозное повышение «Сувуроя», забив 4 мяча в 25 матчах первой фарерской лиги. 16 марта 2025 года полузащитник впервые сыграл в фарерской премьер-лиге: он вышел в стартовом составе в матче с «Б68» и был заменён на Оливуром Томсеном на 55-й минуте встречи.

## Международная карьера
В 2018 году Александер представлял Фарерские острова на юношеском уровне, приняв участие в 2 международных матчах сборной архипелага в возрастной категории до 15 лет: 18 октября он заменил Якупа Томсена на 76-й минуте первой товарищеской игры со сверстниками из Лихтенштейна, а 2 дня спустя вышел в стартовом составе и был заменён в перерыве тем же игроком в ответной встрече.

## Достижения
«Сувурой»
- Победитель второго дивизиона (1): 2023

## Личная жизнь
Александер учился в средней школе Воавура. Будучи учеником 6-го класса, в июне 2017 года он выиграл финал математического конкурса «Пангея», проходивший в Торсхавне.